# Procediment de la contractació administrativa a Espanya
El Procediment de la contractació administrativa a Espanya és el procediment pel qual es fa la contractació del sector públic espanyol de conformitat amb la Llei 30/2007, de 30 d'octubre, de contractes del sector públic.

## Marc Jurídic

### Normativa Europea i Internacional
Per la influència que tenen els contractes públics en la construcció del mercat interior, les legislacions dels estats membres de la Unió Europea s'han d'adaptar a la legislació comunitària. En primer lloc, al dret originari o tractats constitutius, ja que els tractats contenen diversos principis d'aplicació directa a la contractació: 
- la llibertat de circulació de mercaderies
- la llibertat d'establiment
- la lliure prestació de serveis i els principis generals que es concreten, en matèria de contractació, en els principis d'igualtat, no-discriminació, publicitat, reconeixement mutu, proporcionalitat, objectivitat i transparència.

En segon terme, al dret derivat (Reglaments comunitaris, directives), que ha esdevingut complet i s'ha instrumentat a través de diverses normes que regulen els procediments d'adjudicació dels contractes públics. Les més rellevants són les següents:
- Directiva 2004/18/CE, de 31 de març, que regula la coordinació dels procediments d'adjudicació dels contractes públics d'obres, de subministraments i de serveis, i que ha refós i

unificat les directives anteriors (la Directiva 92/50/CEE, sobre contractes de serveis; la Directiva 93/37/CEE, sobre contractes de subministrament, i la Directiva 93/36/CEE, sobre
contractes d'obres).
- Directiva 89/665/CEE i Directiva 92/13/CEE, relatives a garanties dels contractistes i règim de recursos en l'adjudicació de contractes públics de subministraments i d'obres.
- Directiva 2004/17/CE, de 31 de març, que regula la coordinació dels procediments d'adjudicació de contractes en els sectors de l'aigua, l'energia, els transports i els serveis postals

Cal remarcar que la normativa de contractació comunitària s'estableix des de la perspectiva de les fases de preparació del contracte i, sobretot, de l'adjudicació, i això sempre a partir d'un llindar econòmic determinat, normalment de quantia elevada. No s'hi contenen disposicions relatives al règim jurídic substantiu (drets i obligacions) dels contractes, que es recullen a la normativa de cada estat membre. També hi són aplicables diverses normes de dret internacional, com ara l'Acord sobre l'espai econòmic europeu, l'Acord sobre compres del sector públic (GATT), l'Acord sobre contractació pública de l'Organització Mundial del Comerç, i els altres acords o tractats internacionals subscrits per Espanya i que es troben en vigor.

## Preparació de contractes
Es pot definir la preparació dels contractes com el conjunt d'actuacions que han de realitzar amb caràcter previ els ens, les entitats i els organismes que formen part del sector públic per tal de procedir a l'adjudicació d'un determinat contracte. La Llei 30/2007 no estableix un règim unitari per a totes les administracions. Això fa necessari tractar de manera separada els diferents supòsits.
- En el cas de les administracions públiques, el règim jurídic aplicable és el previst pels articles 93 a 120 la llei 30/2007,[2] i està integrat pels elements següents:

- - l'expedient de contractació.
  - les diferents formes de tramitació de l'expedient de contractació.
  - els plecs de clàusules administratives generals i particulars.
  - els plecs de prescripcions tècniques.
  - les condicions especials d'execució del contracte.
  - la informació sobre obligacions relatives a la fiscalitat, la protecció del medi ambient, les condicions de treball i l'obligació d'informació sobre les condicions de subrogació en contractes de treball.

També es preveuen normes especials per a la preparació dels contractes d'obres, de concessió d'obres públiques, de gestió de serveis públics i de col·laboració entre el sector públic i el sector privat.
- Per a la preparació dels contractes per a un ens contractant que no és Administració pública però és poder adjudicador l'article 121 de llei 30/2007[2] distingeix dos supòsits:

- Contractes subjectes a regulació harmonitzada, contractes de serveis compresos en les categories 17 a 27 de l'annex II de la llei[2] de quantia igual o superior a 193.000 €[3] i els contractes subvencionats a què es refereix l'article 17 de la llei.[2]

- Contractes diferents dels esmentats a l'apartat anterior de quantia superior a 50.000 € la llei[2] estableix l'obligació d'elaborar un plec, que serà part integrant del contracte, i que haurà de tenir el contingut següent:

- - característiques bàsiques del contracte.
  - règim d'admissió de variants.
  - modalitats de recepció d'ofertes
  - criteris d'adjudicació,
  - garanties que, si és el cas, hauran de constituir els licitadors o l'adjudicatari, i les informacions sobre les condicions de subrogació en els contractes de treball previstes a la llei.[2]

## L'expedient
La subscripció de contractes per part de l'Administració pública, siguin administratius o siguin privats, requereix, excepte en els supòsits d'emergència, la tramitació prèvia d'un expedient, de manera que la manca d'expedient de contractació implica que el contracte tingui un vici de nul·litat. L'expedient de contractació es pot definir com el conjunt d'actuacions integrades en un procediment en virtut del qual l'Administració forma la seva voluntat contractual mitjançant l'elaboració i l'aprovació d'un conjunt d'actes administratius.
Hi ha diferents procediments de tramitació:
- Procediment restringit: Només si poden presentar aquells empresaris que ho han sol·licitat i que un cop seleccionats d'acord amb la seva solvència poden presentar propostes.
- Procediment obert: Hi pot participar qualsevol empresari. No hi ha sol·licitud de participació prèvia com trobem en el restringit. S'exclou de la negociació sobre els termes del contracte.
- Procediment negociat: és un procediment especial que s'aplica en els supòsits de l'article 154 de la llei 30/2007,[2]
- Procediment de diàleg competitiu: L'òrgan de contractació dona a conèixer quines són les seves necessitats i estableix un diàleg amb els candidats, que hauran de ser com a mínim tres. L'òrgan de contractació convidarà als licitadors a presentar la seva oferta final i seguidament adjudicarà el contracte. S'utilitza quan es tracta de contractes que tenen un objecte complex.

### Tramitació ordinària
La tramitació ordinària és el supòsit general i s'aplica a tots aquells expedients que no tinguin el caràcter d'urgència o d'emergència. Als expedients de contractació que es tramitin pel procediment ordinari els és aplicable tot el contingut de la llei 30/2007 sense cap especificació o modificació.
Les regles essencials de la tramitació ordinària estan establertes als articles 93 i 94 de la llei 30/2007, i són les següents:
- La subscripció del contracte requereix la tramitació prèvia de l'expedient de contractació, que iniciarà l'òrgan de contractació motivant la necessitat del contracte.
- L'expedient haurà de referir-se a la totalitat de l'objecte del contracte, sens perjudici de la possibilitat dels casos en els quals sigui possible la divisió de l'objecte del contracte en lots a l'efecte de licitació i adjudicació.
- A l'expedient de contractació s'han d'incorporar el plec de clàusules administratives particulars i el de prescripcions tècniques que han de regir el contracte. També s'hi haurà d'incorporar el certificat d'existència de crèdit o document que legalment el substitueixi i la fiscalització de la intervenció en els casos que sigui procedent.
- A l'expedient s'haurà de justificar adequadament l'elecció del procediment i la dels criteris que es tindran en compte per decidir l'adjudicació del contracte.
- Un cop s'hagi completat l'expedient de contractació, l'òrgan de contractació dictarà resolució motivada que aprovi l'expedient i disposi l'obertura del procediment d'adjudicació.
- Particularitat per als contractes menors: la tramitació de l'expedient només exigirà l'aprovació de la despesa i la incorporació a l'expedient de la factura corresponent. En el

contracte menor d'obres s'haurà d'afegir el pressupost de les obres, sens perjudici que s'hi incorpori el corresponent projecte quan així ho requereixin normes específiques.

### Tramitació abreujada: urgent i d'emergència
- Tramitació urgent

La tramitació urgent dels expedients de contractació es pot acordar en el cas de contractes la subscripció dels quals respongui a una necessitat inajornable o bé quan sigui necessari accelerar l'adjudicació del contracte per raons d'interès públic. La tramitació urgent segueix el mateix procediment que la tramitació ordinària, amb les particularitats que conté l'article 96 de la llei 30/2007, i que són les següents:
- - Els expedients tindran preferència per al despatx per part dels diferents òrgans que intervinguin en la tramitació, que disposaran d'un termini de cinc dies per emetre els respectius informes o complir els tràmits corresponents.
  - Com a regla general, i sens perjudici de la regulació específica per a determinats contractes, acordada l'obertura del procediment d'adjudicació, els terminis establerts per a la licitació i adjudicació del contracte es reduiran a la meitat, excepte el termini de quinze dies hàbils establert per elevar l'adjudicació definitiva a provisional, que es reduirà a deu dies hàbils. Aquesta és la regulació general, tot i que la llei,[2] introdueix modificacions quan es tracta de procediments relatius a contractes subjectes a regulació harmonitzada.
  - L'Administració podrà acordar el començament de l'execució del contracte encara que no s'hagi formalitzat, sempre que, si és el cas, s'hagi constituït la garantia corresponent.
  - El termini d'inici de l'execució del contracte no podrà ser superior a quinze dies hàbils, comptats des de la notificació de l'adjudicació definitiva. Si excedís aquest termini, el contracte podrà ser resolt tret que el retard s'hagués produït per causes alienes a l'Administració contractant i al contractista, i així es va fer constar en la corresponent resolució motivada.

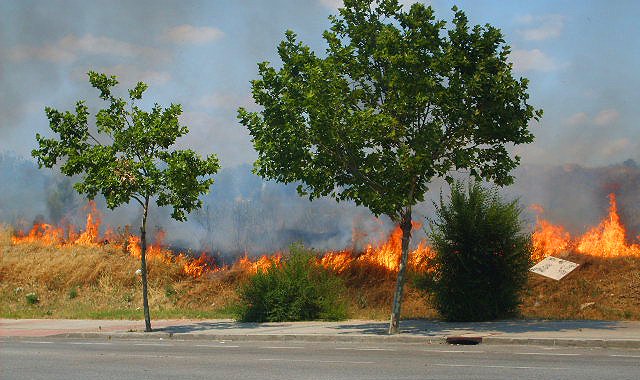
Un incendi podria justificar la tramitació de contractació d'emergència

*La tramitació d'emergència està regulada a l'article 97 de la llei 30/2007. És un procediment excepcional que únicament es podrà utilitzar quan l'Administració hagi d'actuar de manera immediata a conseqüència d'algun dels motius següents:
- Esdeveniments catastròfics
- Situacions que suposin greu perill
- Necessitats que afectin la defensa nacional.

## Els plecs de clàusules
Els plecs de clàusules es poden definir com els documents a través dels quals els ens públics regulen els diferents aspectes econòmics, jurídics i tècnics d'una contractació pública, i formulen
els drets i obligacions de les partes contractants, definint en tots els seus aspectes el contracte que es proposen subscriure.
La tramitació d'emergència es caracteritza pel fet que l'òrgan de contractació, sense obligació detramitar expedient administratiu, podrà ordenar l'execució de tot allò que sigui necessari per posar remei a l'esdeveniment produït.

## La publicitat
El principi de publicitat actua com a garant i premissa per a l'efectivitat d'altres principis de la contractació pública com són els principis de concurrència, igualtat i no discriminació, igualment consagrats a l'article 1 de la llei 30/2007. En essència, la publicitat és la via a través de la qual un ens del sector públic comunica la seva necessitat de contractar l'execució d'una determinada obra, o bé la prestació d'un determinat servei, o l'adquisició d'un subministrament, etc.
Els mitjans de publicitat que preveu la llei són:
- els anuncis en els diaris oficials (Diari Oficial de la Unió Europea —DOUE—; Boletín Oficial del Estado —BOE—, Diari Oficial de la Generalitat de Catalunya —DOGC—, Diari oficial de la Generalitat Valenciana -DOGV- i de les entitats locals), així com en el perfil de contractant de l'òrgan de contractació. No es preveu la possibilitat de publicar anuncis en premsa escrita o en altres mitjans de comunicació tot i que tampoc es prohibeix i, per tant, l'òrgan de contractació podrà fer ús d'aquesta possibilitat si ho considera convenient.

- Al plec de clàusules administratives particulars que regeixi la contractació haurà de constar, entre altres elements, l'import màxim de les despeses de publicitat de licitació del contracte que haurà d'abonar l'adjudicatari. Per norma general:

- - Els contractes de l'estat es publiquen al BOE
  - Els contractes de les comunitats autònomes, entitats locals o organismes o entitats de dret públic dependents d'aquestes, es podrà substituir la publicitat en el BOE per la que es faci en els diaris o butlletins oficials autonòmics o provincials.
  - Quan el contracte estigui subjecte a regulació harmonitzada, la licitació s'haurà de publicar a més en el DOUE, sense que en aquest cas la publicitat efectuada en els diaris oficials autonòmics o provincials pugui substituir la que s'hagi de fer al BOE.
  - Si l'òrgan de contractació ho estima convenient, els procediments per a l'adjudicació de contractes d'obres, subministraments o serveis no subjectes a regulació harmonitzada

podran ser anunciats, a més, en el DOUE. L'enviament de l'anunci al DOUE haurà de ser anterior a qualsevol altra publicitat. Els anuncis que es publiquin en altres diaris o butlletins hauran d'indicar la data d'aquell enviament, de la qual l'òrgan de contractació haurà de deixar prova suficient a l'expedient, i no podrà contenir indicacions diferents de les incloses a l'anunci esmentat.
S'han de publicar al DOUE i, per tant, també al BOE, i potestativament en els diaris o butlletins autonòmics o provincials, els anuncis de licitació dels contractes subjectes
a regulació harmonitzada següents:
- Contractes d'obres i de concessió d'obres públiques d'un import igual o superior a 4.845.000 €,[3] quan es tramiti la contractació a través del procediment obert, restringit, diàleg competitiu o negociat segons la llei 30/2007.[2]
- Contractes de subministrament a adjudicar pel procediment obert, restringit, diàleg competitiu i negociat segons els supòsits de la llei.
- Contractes de serveis a adjudicar pel procediment obert, restringit, diàleg competitiu i negociat segons els supòsits de la llei.
- Contracte de gestió de servei públic: aquest contracte no està subjecte a publicitat comunitària.

## Les garanties
En la contractació administrativa és tradicional exigir a l'empresari la presentació d'una garantia amb l'objecte d'assegurar la fermesa de la seva proposta així com la correcta execució del contracte. Concretament, es pot exigir:
- Els òrgans de contractació podran exigir la prestació d'una garantia als licitadors o candidats per respondre del manteniment de les seves ofertes fins a l'adjudicació provisional i, si és el cas, definitiva del contracte, o a l'adjudicatari per assegurar la correcta execució de la prestació.
- L'import de la garantia, que podrà presentar-se en alguna de les formes previstes per la llei[2] així com el règim de devolució o cancel·lació, seran establerts per l'òrgan de contractació ateses les circumstàncies i característiques del contracte.
- Pel que fa a la regulació relativa als contractes subscrits per les administracions públiques, s'exposa en els apartats següents.
  - Garantia definitiva: Els que resultin adjudicataris provisionals dels contractes que subscriguin les administracions públiques hauran de constituir a disposició de l'òrgan de contractació una garantia del 5% de l'import d'adjudicació, exclòs l'IVA.
  - Garantia global: Alternativament a la prestació d'una garantia singular per a cada contracte, l'empresari podrà constituir una garantia global per fiançar les responsabilitats que puguin derivar-se de l'execució de tots els contractes que subscrigui amb una Administració pública, o amb un o diversos òrgans de contractació.
  - Garantia provisional: Els òrgans de contractació, en atenció a les circumstàncies concurrents en cada contracte, podran exigir als licitadors la constitució d'una garantia que respongui del manteniment de les seves ofertes fins a l'adjudicació provisional del contracte.

## Els procediments de selecció del contractista
De la regulació continguda en els articles 122 i següents de la llei 30/2007 es poden distingir els següents sistemes de selecció del contractista: ordinaris, especials i per a contractes massius.

### Ordinaris
- Procediment obert: El procediment obert està regulat als articles 141 a 145 de la llei[2] i la seva característica essencial és que tot empresari interessat pot presentar una proposició, i resta exclosa tota negociació dels termes del contracte amb els licitadors.
- Procedimment restringit: està estructurat en dues fases. A la primera fase l'òrgan de contractació selecciona els participants en el procediment, que seran els únics que podran presentar proposicions; i a la segona fase el mateix òrgan de contractació adjudica el contracte a un dels participants en el procediment sobre la base de la proposició que hagi presentat.

### Especials
- Procediment negociat: amb publicitat i sense publicitat: l'adjudicació del contracte recau en el licitador justificadament elegit per l'òrgan de contractació després d'efectuar consultes amb diferents candidats, com a mínim tres candidats sempre que sigui possible, i negociar amb ells les condicions del contracte. En aquells supòsits en què la llei[2] obliga a fer publicitat de la convocatòria del procediment negociat es poden presentar a la licitació tots els empresaris interessats. A l'expedient de contractació s'ha de deixar constància de les invitacions cursades, de les ofertes rebudes i de les raons aplicades per l'òrgan de contractació per a la seva acceptació o rebuig.
- El diàleg competitiu: És un procediment regulat als articles 163 i següents de la llei,[2] i s'utilitza quan es tracta de contractes que tenen un objecte complex. I es considera que l'objecte del contracte és complex quan l'òrgan de contractació no es trobi objectivament capacitat per definir els mitjans tècnics aptes per satisfer les seves necessitats o objectius, o per determinar la cobertura jurídica o financera del seu projecte. En aquest cas, l'òrgan de contractació convoca un procediment de diàleg competitiu i dona a conèixer quines són les seves necessitats i requisits. En la convocatòria, mitjançant el corresponent anunci, identifica els criteris objectius que utilitzarà per adjudicar el contracte. A la vista de les sol·licituds dels interessats que hagin manifestat el seu interès per concórrer, l'Administració convida les empreses que participaran en la fase de diàleg, que hauran de ser com a mínim tres. En la fase de diàleg es poden debatre tots els aspectes del contracte per determinar i definir els mitjans adequats per satisfer les necessitats públiques. En aquesta fase s'ha d'atorgar el mateix tracte a tots els licitadors. Després de comparar les solucions proposades, l'òrgan de contractació prosseguirà el diàleg fins que es trobi en condicions de determinar la solució o solucions que puguin respondre a les seves necessitats. Després de declarar tancat el diàleg, l'òrgan de contractació convidarà els licitadors a presentar la seva oferta final i seguidament adjudicarà el contracte.
- El concurs de projectes: Està regulat als articles 168 i següents[2] i es tracta d'una fórmula especial de selecció del contractista per a la prestació de serveis de caràcter intel·lectual a través d'un jurat neutral i amb la preparació tècnica adequada. S'aplica en els procediments de selecció dels contractes de serveis que tenen per objecte l'elaboració de plànols o projectes.

### Massius
- Acord marc: Es tracta de pactar un marc estable de condicions contractuals que poden tenir una durada de fins a quatre anys, de manera que els contractes que se subscriguin durant aquest període amb les empreses incorporades a l'acord s'ajustin a l'esquema preestablert quant als preus d'adquisició. Com a principi general, l'acord marc, si es concerta amb diversos empresaris, s'ha de fer amb un mínim de 3, i només poden ser adjudicataris dels contractes subscrits durant la vigència de l'acord marc els empresaris que originàriament s'hi haguessin incorporat.[2]
- Sistemes dinàmics de contractació: Es tracta d'un veritable procediment electrònic d'adjudicació. El sistema es desenvolupa per les normes generals del procediment obert durant totes les seves fases fins al moment de l'adjudicació, en què s'apliquen unes regles especials. Es caracteritzen pel fet que l'accés a la informació per part dels licitadors i les comunicacions entre aquests i l'òrgan de contractació, així com tot el desenvolupament de la licitació, es fa exclusivament per mitjans electrònics, informàtics i telemàtics. L'òrgan de contractació haurà de publicar un anunci de la posada en marxa del sistema, i indicar en els plecs la naturalesa dels contractes que es podran subscriure i la informació necessària perquè els empresaris interessats es puguin incorporar al sistema, en especial la relativa a l'equip electrònic utilitzat i a les especificacions tècniques de la connexió. La durada del sistema dinàmic no pot excedir de quatre anys excepte en casos excepcionals degudament justificats.
- Sistema centralitzat: Es caracteritza per la designació d'un òrgan de contractació que centralitza l'adjudicació i gestió de contractes que tenen característiques essencialment homogènies i que se subscriuen de forma massiva o generalitzada. Únicament s'utilitza per als contractes d'obres, serveis i subministraments, sempre que aquests contractes tinguin característiques essencialment homogènies i se subscriguin de forma massiva o generalitzada.
- contractació menor: Els contractes menors es caracteritzen pel fet que poden adjudicar-se directament a qualsevol empresari amb capacitat d'obrar i que tingui l'habilitació professional necessària per dur a terme la prestació. Es consideren contractes menors els contractes d'import inferior a 40.000 €, quan es tracti de contractes d'obres, o a 15.000 € quan es tracti d'altres contractes. La tramitació de l'expedient només exigeix l'aprovació de la despesa i la incorporació de la factura corresponent. Si es tracta del contracte menor d'obres, s'haurà d'afegir també el pressupost de les obres, sens perjudici que s'incorpori el projecte d'obres quan així ho requereixi la normativa específica que hi sigui aplicable.

## L'adjudicació del contracte: formes d'adjudicació

### L'adjudicació del contracte
La llei 30/2007 divideix l'adjudicació en dues fases: l'adjudicació provisional i l'adjudicació definitiva:
- L'adjudicació provisional: en el procediment obert o restringit, un cop elevada per la mesa de contractació la proposta d'adjudicació a l'òrgan de contractació administratiu, a aquest li correspon dictar la resolució d'adjudicació provisional del contracte. Els licitadors disposen de quinze dies hàbils per formular observacions sobre l'adjudicació provisional.
- L'adjudicació definitiva: transcorregut el termini anterior de quinze dies hàbils, l'òrgan de contractació podrà elevar a definitiva l'adjudicació provisional sempre que es compleixin els requisits següents:
  - Que l'adjudicatari hagi presentat la documentació que se li hagi requerit i hagi constituït, si escau, la garantia definitiva.
  - Que tractant-se d'un contracte subjecte a regulació harmonitzada no s'hagi interposat i resolt expressament el recurs especial en matèria de contractació que, si escau, s'hagi interposat.

### Formes d'adjudicació
La llei 30/2007 ha introduït en aquest apartat una modificació rellevant, tot i que en molts aspectes purament terminològica, respecte a la regulació anterior que contenia l'anterior Text refós de la Llei de contractes de les administracions públiques (TRLCAP). Aquest reial decret legislatiu establia com a formes d'adjudicació del contracte el concurs i la subhasta, però la 30/2007, per tal d'adaptar la nostra legislació a la terminologia que s'utilitza a la Directiva 2004/18 del Parlament Europeu i del Consell, estableix una única forma, i el contracte s'ha d'adjudicar sempre a l'oferta econòmicament més avantatjosa. I l'oferta econòmicament més avantatjosa es pot determinar utilitzant únicament un criteri quantitatiu o bé utilitzant una pluralitat de criteris (com per exemple el preu, el termini d'execució o la qualitat de les prestacions, una forma que en el TRLCAP derogat es
coneixia com a concurs). La llei 30/2007 estableix que quan només s'utilitza un criteri d'adjudicació aquest ha de ser necessàriament el preu més baix.

### L'adjudicació i la formalització
La resolució corresponent a l'adjudicació definitiva del contracte dictada per l'òrgan de contractació quan es tracta de contractes subscrits per una Administració pública o quan es tracta de contractes subjectes a regulació harmonitzada, incloent-hi els subvencionats, implica el perfeccionament del contracte qualsevol que sigui el procediment que s'hagi seguit Però hem de tenir en compte que aquest perfeccionament del contracte mitjançant l'acte d'adjudicació definitiva no és eficaç, és a dir, el contracte és vàlid però no produeix tots els efectes fins que es formalitza, atès que l'article 140.4 de la 30/2007 estableix que no es podrà iniciar l'execució del contracte sense la formalització prèvia excepte en els casos de tramitació de l'expedient de contractació amb caràcter d'urgència o d'emergència, i també en el cas dels contractes menors. La formalització haurà de produir-se en el termini de deu dies a comptar des del següent al de la notificació de l'adjudicació definitiva, i es farà en document administratiu; no obstant això, podrà elevar-se a escriptura pública quan ho sol·liciti el contractista, però haurà d'abonar les despeses derivades de l'atorgament de l'escriptura.

## Incidències en l'execució del contracte

### Concepte i supòsits
A l'efecte del procediment de contractació, considerem incidències en l'execució del contracte una sèrie de circumstàncies que alteren el contingut normal del contracte tal com es va formalitzar, ja sigui:
- Per implicar alteracions en el seu objecte o en el preu (modificació del contracte):
- ampliar la durada del contracte (pròrroga).
- modificació en la persona del contractista (cessió del contracte)
- per intervenir un tercer en l'execució d'una part del contracte (subcontractació).